# Marzagão (Rosário Oeste)
Marzagão é um distrito do município de Rosário Oeste no estado de Mato Grosso.

## História
O distrito, um dos 4 pertencentes ao município, foi criado sob a Lei nº 4011 de 6 de novembro de 1963 cujo lugar apresenta traços fortes da época da escravatura.
Atualmente o local é visitado por turistas atraídos pela cachoeira Serra Azul e flutuação no Rio Triste.